# Cylindrophis yamdena
Cylindrophis yamdena là một loài rắn trong họ Cylindrophiidae. Loài này được Smith & Sidik miêu tả khoa học đầu tiên năm 1998.